# Gambrus canadensis
Gambrus canadensis là một loài tò vò trong họ Ichneumonidae.